# 普洛斯卡 (里夫內區)
50°36′39″N 25°58′23″E / 50.61083°N 25.97306°E
普洛斯卡（烏克蘭語：Плоска），是烏克蘭西北部里夫内州里夫内区佳季科維奇市鎮的村落。始建於1562年，面積0.54平方公里，海拔高度185米，2001年人口212，人口密度每平方公里388.3人。